# Anna Kiełbasińska
Anna Kiełbasińska (* 26. Juni 1990 in Warschau) ist eine polnische Leichtathletin, die in allen Sprintbewerben an den Start geht. Zu ihren größten sportlichen Erfolgen zählt die Silbermedaille mit der polnischen 4-mal-400-Meter-Staffel bei den Olympischen Sommerspielen 2020 sowie der Halleneuropameistertitel mit der Staffel 2019 und die Silbermedaille bei den Weltmeisterschaften 2019.

## Sportliche Laufbahn
Erste Erfahrungen bei internationalen Meisterschaften sammelte Anna Kiełbasińska im Jahr 2007, als sie bei den Jugendweltmeisterschaften in Ostrava mit 24,59 s im Halbfinale im 200-Meter-Lauf ausschied und mit der polnischen Sprintstaffel (1000 Meter) mit 2:13,21 min den Finaleinzug verpasste. Anschließend belegte sie bei den Junioreneuropameisterschaften in Hengelo in 3:39,26 min den fünften Platz in der 4-mal-400-Meter-Staffel. Im Jahr darauf belegte sie bei den Juniorenweltmeisterschaften im heimischen Bydgoszcz in 23,95 s den siebten Platz über 200 m und schied mit der Staffel mit der 4-mal-100-Meter-Staffel mit 44,73 s in der Vorrunde aus. 2009 konnte sie bei den Junioreneuropameisterschaften in Novi Sad ihren Halbfinallauf über 100 m nicht beenden, gewann dann aber über 200 m in 23,75 s die Bronzemedaille und sicherte sich mit der 4-mal-100-Meter-Staffel in 45,12 s die Silbermedaille. 2011 siegte sie dann in 23,23 s über 200 m bei den  U23-Europameisterschaften in Ostrava und gewann zudem in 11,77 s die Bronzemedaille im 100-Meter-Lauf hinter der Rumänin Andreea Ogrăzeanu und Leena Günther aus Deutschland. Im Staffelbewerb belegte sie in 44,67 s den sechsten Platz. Anschließend schied sie bei den Weltmeisterschaften im südkoreanischen Daegu mit 23,34 s in der ersten Runde über 200 m aus und verpasste auch mit der Staffel den Finaleinzug. Im Jahr darauf qualifizierte sie sich über 200 m für die Teilnahme an den Olympischen Sommerspielen in London und kam dort mit 23,67 s nicht über den Vorlauf hinaus.
2014 startete sie im 60-Meter-Lauf bei den Hallenweltmeisterschaften im heimischen Sopot und schied dort mit 7,31 s im Halbfinale aus. Anschließend belegte sie bei den erstmals ausgetragenen World Relays in Nassau in 44,59 s den sechsten Platz im B-Finale in der 4-mal-100-Meter-Staffel. Bei den IAAF World Relays 2015 ebendort kam sie im Vorlauf nicht ins Ziel und qualifizierte sich im selben Jahr erneut über 200 m für die Weltmeisterschaften in Peking und schied dort mit 23,07 s im Semifinale aus. Zudem verpasste sie mit der Staffel mit 43,20 s den Finaleinzug. Anschließend gewann sie bei den Militärweltspielen im südkoreanischen Mungyeong in 23,33 s die Silbermedaille über 200 m hinter der Bahrainerin Edidiong Odiong. Zudem wurde sie im Finale über 100 m Hürden disqualifiziert und kam mit der 4-mal-100-Meter-Staffel nicht ins Ziel, während sie mit der 4-mal-400-Meter-Staffel in 3:35,37 min den vierten Platz belegte. Im Jahr darauf schied sie bei den Europameisterschaften in Amsterdam mit 23,36 s im Halbfinale über 200 m aus und klassierte sich mit der 4-mal-100-Meter-Staffel mit 43,24 s auf dem sechsten Platz. Anschließend schied sie bei den  Olympischen Sommerspielen in Rio de Janeiro mit 22,95 s in der ersten Runde über 200 m aus und kam auch im Staffelbewerb mit 43,33 s nicht über den Vorlauf hinaus.
2017 startete sie ein weiteres Mal über 200 m bei den Weltmeisterschaften in London und schied dort mit 23,48 s in der Vorrunde aus. Im Jahr darauf erreichte sie bei den Hallenweltmeisterschaften in Birmingham das Halbfinale über 60 m, in dem sie mit 7,23 s ausschied. Im August schied sie dann bei den Europameisterschaften in Berlin mit 23,29 s im Semifinale über 200 m aus und belegte in 43,34 s den sechsten Platz in der 4-mal-100-Meter-Staffel. 2019 startete sie mit der 4-mal-400-Meter-Staffel bei den Halleneuropameisterschaften in Glasgow und gewann dort in 3:28,77 min gemeinsam mit Iga Baumgart-Witan, Małgorzata Hołub-Kowalik und Justyna Święty-Ersetic die Goldmedaille. Anschließend siegte sie bei den World Relays in Yokohama in 3:27,49 min mit Hołub-Kowalik, Patrycja Wyciszkiewicz und Święty-Ersetic. Ende September startete sie dann im 400-Meter-Lauf bei den Weltmeisterschaften in Doha und schied dort mit 52,25 s in der ersten Runde aus. Zudem verhalf sie der 4-mal-400-Meter-Staffel zum Finaleinzug und trug damit zum Gewinn der Silbermedaille bei. Auch in der erstmals ausgetragenen Mixed-Staffel kam sie im Vorlauf zum Einsatz und verhalf dort dem Team ebenfalls zum Finaleinzug. Anschließend gewann sie bei den Militärweltspielen in Wuhan in 23,33 s die Bronzemedaille über 200 m hinter der Slowenin Maja Mihalinec Zidar und Marileidy Paulino aus der Dominikanischen Republik. Mit der 4-mal-100-Meter-Staffel belegte sie in 44,80 s den fünften Platz und mit der 4-mal-400-Meter-Staffel sicherte sie sich in 3:27,84 min die Goldmedaille und stellte damit einen neuen Spielerekord auf. Im Jahr 2021 gewann sie bei den Olympischen Spielen in Tokio mit dem polnischen Team, für das sie im Vorlauf angetreten war, in der 4-mal-400-Meter-Staffel die Silbermedaille hinter dem Team aus den Vereinigten Staaten. Anschließend siegte sie in 22,92 s über 200 m beim CITIUS Meeting in Bern.
Am 3. Februar 2022 lief Kiełbasińska in Ostrava die 400 m in der Halle in 51,10 s und stellte damit einen neuen polnischen Landesrekord auf und löste damit Justyna Święty-Ersetic als Rekordhalterin ab. Im Juni wurde sie beim Meeting de Paris in 50,28 s Dritte über 400 Meter und anschließend siegte sie in 50,31 s beim Résisprint. Daraufhin erreichte sie bei den Weltmeisterschaften in Eugene das Finale und belegte dort in 50,81 s den achten Platz. Kurz darauf gewann sie dann bei den Europameisterschaften in München in 50,29 s die Bronzemedaille hinter der Niederländerin Femke Bol und ihrer Landsfrau Natalia Kaczmarek. Zudem gewann sie im Staffelbewerb in 3:21,68 min gemeinsam mit Iga Baumgart-Witan, Justyna Święty-Ersetic und Natalia Kaczmarek die Silbermedaille hinter dem niederländischen Team. Auch in der 4-mal-100-Meter-Staffel gewann sie in 42,61 s gemeinsam mit Pia Skrzyszowska, Marika Popowicz-Drapała und Ewa Swoboda die Silbermedaille hinter Deutschland und stellte damit einen neuen Landesrekord auf. 2023 gewann sie bei den Halleneuropameisterschaften in Istanbul in 50,57 s die Bronzemedaille über 400 Meter hinter den Niederländerinnen Femke Bol und Lieke Klaver und mit der Staffel sicherte sie sich in 3:29,31 min gemeinsam mit Marika Popowicz-Drapała, Alicja Wrona-Kutrzepa und Anna Pałys die Bronzemedaille hinter den Teams aus den Niederlanden und Italien.
In den Jahren von 2015 bis 2017 wurde Kiełbasińska polnische Meisterin im 200-Meter-Lauf und 2014 siegte sie über 100 m. Zudem sicherte sie sich 2013 und 2014 den Titel in der 4-mal-400-Meter-Staffel sowie 2016 in der 4-mal-100-Meter-Staffel. In der Halle wurde sie 2009 Hallenmeisterin im 400-Meter-Lauf sowie 2011 und 2012 und von 2014 bis 2018 über 200 m.

## Persönliche Bestleistungen
- 100 Meter: 11,22 s (−0,4 m/s), 5. Juni 2022 in Chorzów
- 60 Meter (Halle): 7,21 s am 30. Januar 2021 in Toruń
- 200 Meter: 22,76 s (+1,9 m/s), 14. August 2021 in La Chaux-de-Fonds
  - 200 Meter (Halle): 23,02 s, 29. Januar 2023 in Toruń
- 300 Meter: 36,34 s, 20. Juni 2019 in Ostrava
  - 300 Meter (Halle): 36,41 s, 4. Februar 2023 in Boston
- 400 Meter: 50,28 s, 18. Juni 2022 in Paris
  - 400 Meter (Halle): 51,10 s, 3. Februar 2022 in Ostrava

## Auszeichnungen (Auswahl)
- Europas Leichtathletin des Jahres: European Athletics Women’s Leadership Award (2023)[2]